# 半銭硬貨
半銭硬貨（はんせんこうか）は、かつて日本で発行された硬貨の額面の一つ。額面である半銭は1円の200分の1、1銭の半分に当たり、額面上の表現は異なるものの、五厘硬貨と実質的に同一額面に当たる。発行されたものとしては、1873年（明治6年）に発行された半銭銅貨の1種類のみが存在する。1円未満であるため1953年（昭和28年）の小額通貨整理法により通用停止となっており、現在は法定通貨としての効力を有さない。

## 半銭銅貨
- 品位：銅98%、錫1%、亜鉛1%
- 量目：3.564g
- 直径：21.818mm

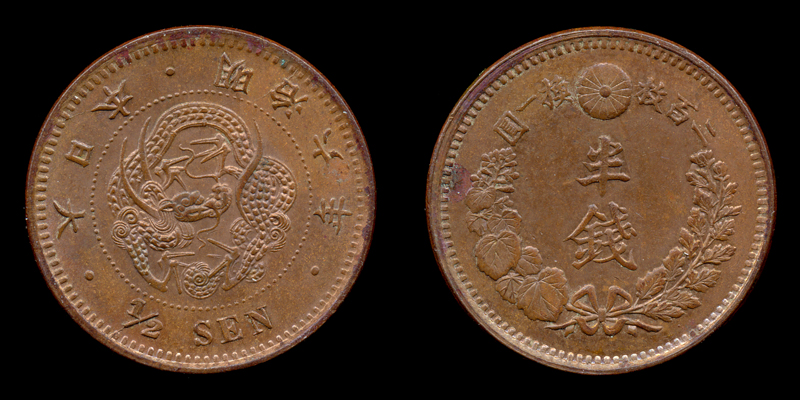
半銭銅貨

- 図柄：竜図（吽竜）、年号、「大日本」、「1/2SEN」（表面）、「半錢」、菊花紋章、菊枝と桐枝、「二百枚換一圓」（裏面）
- 周囲：平滑
- 発行開始：1873年（明治6年）

新貨条例により発行された貨幣の一つ。1871年（明治4年）の新貨条例の施行当時は、金貨・銀貨の製造は開始されたものの、銅貨製造所は完成していなかったため、制定当初のデザインの半銭銅貨は少量試作されただけで流通用として製造・発行されることはなく、1873年（明治6年）にデザインを改正した半銭銅貨が発行された。竜図は元首の象徴とされたことから貨幣の図柄に採用され、金貨・銀貨には阿竜が採用されたのに対し、銅貨には口を結んだ吽竜が採用された。その竜図は、明治10年銘の前期までの「角ウロコ」と、明治10年銘の後期以降の「波ウロコ」に分けられる。また裏面上部に「二百枚換一圓」と円との比率を表す文字が書かれているのが特徴的であり、国際化時代に即応するよう、表面に「1/2SEN」とアラビア数字とローマ字による額面金額が入っている。同じ新貨条例の二銭銅貨・竜一銭銅貨とは同様のデザインであり、量目も比例関係にある。
明治6年銘から明治21年銘まで、明治11年銘を除き全て存在するが、明治11年銘が存在しないのは、1878年（明治11年）には明治10年銘で製造されたからである。また明治10年銘の角ウロコと明治12年銘は（特に後者は記録上の発行枚数が多いにもかかわらず）現存数が少なく古銭的価値が高めであり、数千円から数万円の値がつくことがある。十分な量の銅貨が発行され、製造を制限する必要が生じたことから、1888年（明治21年）を最後に竜一銭銅貨と共に製造が打ち切られた。新貨条例による銅貨は他に二銭銅貨と一厘銅貨があったが、前者は直径が大きすぎ、後者は直径が小さすぎたため、流通に便利だった竜一銭銅貨・半銭銅貨より先の1884年（明治17年）に製造が打ち切られている。なお、明治25年銘がシカゴ博覧会用に2枚のみ製造されている。
1897年（明治30年）の貨幣法の制定以後、実質的に同一額面の硬貨として新たに制定されたものは、額面の表現が変更された五厘硬貨に移行することになるが、実際に五厘硬貨が発行されたのは1916年（大正5年）のことであった。

## 未発行貨幣・試鋳貨幣等
- 半銭銅貨（品位：銅98%・錫1%・亜鉛1%、直径：21.21mm、量目：3.56g） - 明治3年銘。1871年（明治4年）に新貨条例で制定された当初のもの。表面は1873年（明治6年）に発行されたものとほぼ同じだが、額面金額の表記が「半錢」と漢字となっている点が異なる。裏面は菊花紋章・桐紋・菊枝と桐枝・「二百枚換一圓」のデザインとなっている。当時銅貨製造所は完成していなかったため、流通用として製造・発行はされず、試作のみとなった。同じデザインの試作一銭銅貨よりも存在が少ない。